# Портье, Поль
Поль Жюль Портье (фр. Paul Jules Portier; 22 мая 1866 — 26 января 1962) — французский физиолог, внесший важный вклад в открытие анафилаксии и развитие симбиогенеза. В ходе научной экспедиции, организованной Альбертом I, принцем Монако, совместно с Шарль Рише обнаружил, что токсины, вырабатываемые морскими животными (книдариями, такими как португальский кораблик и актиния), могут вызывать смертельный шок. Учёные назвали этот феномен «анафилаксией», за что Рише получил в 1913 году Нобелевскую премию по физиологии и медицине. Портье был первым учёным, который объяснил, что клеточная органелла, митохондрия, возникла в результате симбиоза.

## Биография
Родился в Бар-сюр-Сен, Франция, в семье Эрнеста Поля и Жюли Моро Лор. Начальное образование получал в лицее Труа с 1878 по 1885 год. После сдачи выпускного экзамена средней школы в 1888 году получил право на службу в Министерстве финансов. Однако, следуя своей детской мечте, решил изучать биологию. В 1889 году поступил в Парижский университет, где получил степень доктора медицины (1897) и степень доктора наук (doctor ès Sciences) в 1912 году. Продолжал работать в университете помощником врача.
В 1906 году Альберт I, принц Монако, основал Институт океанографии (Institut océanographique de Paris); Портье был назначен его профессором. В 1911 году Портье стал директором института. В 1920 году он был назначен профессором сравнительной физиологии Парижского университета. В 1923 году в Парижском университете была создана кафедра физиологии, которую он возглавлял до конца своей карьеры. В 1936 году вышел на пенсию с получением звания почётного профессора. Играл активную роль в управлении Французской академии наук и Французской академии медицины. Свою последнюю книгу «Биология бабочек» опубликовал в 1949 году. Портье не только занимался собственными исследованиями, но и был директором Океанографического института (финансируемого князем Альбером I), открытого в 1908 г.; под его руководством было написано более сотни диссертаций по биологии океана.
Личная жизнь
В 1911 году женился на Франсуазе Нуаре Клодин и имел трёх дочерей: Андре, Жаннин и Полетт. Последние дни провёл в своём доме в Бур-ла-Рен.

## Научный вклад

### Анафилаксия
В 1901 году принц Монако Альберт I организовал научную экспедицию вокруг французского побережья Атлантического океана. Он пригласил Портье и Шарля Рише, профессора физиологии Коллеж де Франс, присоединиться к нему для исследования токсинов, вырабатываемых книдариями (такими как медузы и морские анемоны). Рише и Портье отправились в экспедицию на личной яхте Альберта «Принцесса Алиса II».
Из выловленных медуз учёным удалось выделить гипнотоксин (но настоящий источник позже был идентифицирован как португальский военный кораблик) и актинии (Actinia sulcata) с островов Зелёного Мыса. Они ввели токсин собаке, от чего у неё развилась сильная реакция (гиперчувствительность). В 1902 году они повторили эксперимент в своей лаборатории и обнаружили, что собаки обычно переносят токсин при первой инъекции, но при повторном воздействии той же дозы, три недели спустя, у них всегда развивался смертельный шок. Они также обнаружили, что эффект не был связан с дозами используемого токсина, поскольку даже небольшие количества при вторичных инъекциях были смертельными. Таким образом, вместо того, чтобы вызвать толерантность (профилактику), как ожидалось, они обнаружили, что действие токсина смертельно опасно.
В 1902 году Рише ввёл термин «афилаксия» для описания состояния отсутствия защиты. Позже он изменил этот термин на анафилаксию (от греческого ἀνά-, ana-, что означает «против», и φύλαξις, phylaxis, что означает «защита») 15 февраля 1902 года Рише и Портье совместно представили свои открытия перед Биологическим обществом в Париже. Этот момент считается зарождением понятия аллергии (термин, изобретенный Клеменсом фон Пирке в 1906 году). Рише продолжал изучать это явление и в 1913 году был удостоен Нобелевской премии по физиологии и медицине.
Портье никогда не заявлял о своей роли в открытии анафилаксии, отдав приорритет Рише.

### Морская биология
Портье первым понял, что причиной возникновения струй дующего кита и других морских млекопитающих является конденсация водяного пара. Он показал, что конденсация происходила в выбрасываемом воздухе по мере того, как водяной пар распространялся и охлаждался. Его исследования 1909 года установили принцип поверхностного натяжения у насекомых, ходивших по воде. Его исследования в 1922 году касались осморегуляции (баланса соленой воды) у рыб. В 1934 году он показал, что гибель морских птиц в результате разливов нефти произошла из-за потери тепла телом из-за проникновения нефти в перья.

### Симбиоз и симбиогенез
Интересуясь энтомологией и физиологией, Портье изучал, как насекомые, такие как термиты, переваривают целлюлозу. Он обнаружил, что бактерии в кишечнике термитов необходимы для переваривания целлюлозы. Кроме того, бактерии снабжали термитов необходимыми витаминами и участвовали в процессах развития хозяев. Таким образом, бактерии были симбионтами. В то время считалось, что такие бактерии являются паразитами. Портье начал понимать, что микробы могут быть необходимы для жизни и формирования высших организмов. В 1917 году он опубликовал статью о роли симбиоза в жизни растений и животных и начал писать книгу под названием «Симбиоты». Он смог связать сходство бактерий и митохондрий, производящих энергию клеточных органелл, и заявил, что митохондрии ведут себя точно так же, как и бактерии.

В 1918 году Портье, суммируя свои наблюдения о симбиозе в природе и свою эволюционную идею (теперь известную как симбиогенез), опубликовал работу «Les Symbiotes», посвятив его принцу Альберту. По Портье, симбиоз — универсальный процесс, в результате которого все сложные формы жизни (эукариоты) возникли в результате слияния самостоятельных одноклеточных организмов; митохондрии, например, — это всего лишь разновидность бактерий. Он писал:
Все живые существа, все организмы от амебы до человека, все растения от криптогамов до двудольных устроены на основе ассоциации, воплощения двух разных существ. Каждая живая клетка содержит в своей протоплазме образования, которые гистологи называют митохондриями. Для меня эти органеллы — не что иное, как симбиотические бактерии, которых я называю «симбиотами»
Как отмечал сам Портье, его теория была «настоящей научной ересью»; книга и эволюционная идея были встречены со скептицизмом и насмешками. Société de Biologie создало комитет для расследования спора. Учёные из Института Пастера открыто утверждали, что митохондрии невозможно культивировать, и предложили Портье продемонстрировать свои эксперименты. Как описал Джон Арчибальд: «Симбиоты вызвали шумиху во Франции… Репутация Портье как компетентного экспериментатора была подорвана, а его великая гипотеза была проигнорирована». В следующем году Огюст Люмьер опубликовал опровержение Le Mythe des Symbiotes («Миф о симбиотах»). Портье подготовил проект продолжения «Симбиотов», но больше никогда его не публиковал и не затрагивал тему эволюции. (Симбиогенез в настоящее время широко признан, и митохондрии, очевидно, когда-то были свободноживущими бактериями.).

## Награды
В 1912 году Портье получил премию Монтиона, в 1934 году — Ла Каза и в 1951 году — Жана Той от Французской академии наук. В 1923 году ему было присвоено звание кавалера Ордена Почётного легиона, в 1935 году — офицера и в 1951 — коммандора. Он был также удостоен звания кавалера ордена Святого Карла (1951 г.) и Ордена за заслуги перед культурой Монако (1954 г.). В 1929 году был избран членом Французской академии медицины и Французской академии наук.